# Britisk unionisme
Britisk unionisme er en politisk ideologi, som støtter den fortsatte enhed af England, Skotland, Wales og Nordirland som en samlet stat, Storbritannien. En person som støtter denne ideologi kaldes på engelsk unionist, og dette begreb bruges af flere partier.

## Unionens historie
Unionen blev dannet gennem Acts of Union i 1707, som samlede Kongeriget England og Kongeriget Skotland som en stat, Kongeriget Storbritannien. Unionen blev udvidet i 1801, da Kongeriget Irland blev del af unionen, og den nye stat, Det Forenede Kongerige Storbritannien og Irland, blev skabt. I 1922 blev Nordirland skilt fra Sydirland, som senere blev den selvstændige stat Republikken Irland. Det moderne navn for statsdannelen, Det Forenede Kongerige Storbritannien og Nordirland, blev taget i brug i 1927.

## Unionisme i moderne politik

### Nordirland
I moderne historie har den største debat over unionismen været i Nordirland, hvor at spørgsmålet om Nordirland burde være del af unionen eller blive del af Republikken Irland, har domineret landets politik længe. Resultatet af denne splid var især set under The Troubles, hvor at unionister og republikaner var i ofte voldelig konflikt. Den voldlige konflikt blev afsluttet ved Belfastaftalen i 1998, men stadig i dag, så definerer spørgsmålet om unionisme stadig store dele af nordirsk politik.

### Skotland
Spørgsmålet om skotsk uafhængighed er vokset i de seneste år, som især kan ses på fremgangen for selvstændighedspartiet Scottish National Party, som for første gang blev det regerende parti i Skotland i 2007, og fik et flertal i det skotske parlament i 2011. Der blev i 2014 afholdt en folkeafstemning om spørgsmålet i Skotland, hvor at 55,3% af vælgere stemte imod selvstændighed. Debatten om skotske uafhængighed fortsatte dog, og er især blevet styrket som resultat af Brexit, hvor at Skotland klart stemte for at forblive medlem af Den Europæiske Union.

## Unionistiske partier

### Nationale partier
- Conservative and Unionist Party
- Labour Party
- Liberal Democrats
- Reform UK
- UK Independence Party (UKIP)

### Nordirske partier
- Democratic Unionist Party (DUP)
- Traditional Unionist Voice (TUV)
- Ulster Unionist Party (UUP)